# Marion et les garçons, Le Night Show
Marion et les garçons  anciennement Marion et Anne-So, Le Night Show et Marion et les garçons, Le Night Show était une émission de libre antenne diffusée du dimanche au jeudi, en direct sur Fun Radio. Elle était présentée par Marion Gagnot et une bande de garçons. Lors de son lancement en 2015, elle est diffusée de 22 h à 0 h et lors de la rentrée 2018, elle intervertit avec Lovin' Fun, l'autre programme de la soirée sur Fun Radio, pour être diffusée de 20 h à 22 h.
Le 10 juin 2020, Marion annonce en direct à l'antenne, que l'émission s'arrête à la fin de la saison. Les pertes économiques du groupe M6 (propriétaire de Fun Radio), liées à la crise de Covid-19 en France, sont liées à cet arrêt.
Lors de la dernière émission qui a lieu le 9 juillet 2020 en direct sur Fun Radio, Marion annonce que son émission Marion et les Garçons continuera d'exister en version digitale, avec toute l'équipe dès le 26 juillet 2020.

## Animation
Jusqu'à la fin de la quatrième saison (2018-2019), l'émission est animée par Marion Gagnot et Anne-Sophie Supiot (d'où l'ancien nom pour l'émission). Cette dernière quitte la bande à la rentrée de septembre 2019, pour co-animer la tranche du 16 h - 19 h de Fun Radio, en compagnie de Grégory Vacher. Pour la cinquième saison, Marion Gagnot se retrouve donc seule aux commandes, accompagnée d'une bande de garçons. L'animatrice assure deux heures de libre antenne consacrées aux influenceurs, youtubeurs et artistes.

### Équipe actuelle
- Marion Gagnot : animatrice de l'émission, elle a auparavant animé C'Cauet
- Pablo : il est surnommé ainsi à cause de son air faisant penser à Pablo Escobar. Il s'appelle en réalité Thimothé Jeoffroy.
- Flo Le Psycho (Florent Le Gars) : il est surnommé ainsi à cause de son comportement parfois bizarre. Il a auparavant co-animé l'émission "Guillaume Radio 2.0" sur NRJ en tant que "Flo des cadeaux"
- Thibault Caubel (Le brave et tout gentil) : réalisateur de l'émission
- Amir Laieb : anciennement responsable des réseaux sociaux (saison 1 et 2), il est aussi producteur de l'émission
- Alex Motreff est le directeur artistique, il a aussi son journal chaque mercredi : le JT d'Alex
- Rémy Dussart-Bay qui est au standard
- Bérénice, seconde standardiste du Night Show de la saison 2019/2020
- Margot, elle s'occupe du standard téléphonique de l'émission, elle a rejoint l'équipe en 2020.

### Ancienne équipe
- Anne-Sophie Supiot : (surnommé Anne-So) co-animatrice de l'émission de la saison 1 à 4. Pour la saison 2019-2020, Anne-Sophie Supiot quitte l'émission, pour animer avec Vacher une nouvelle émission sur Fun Radio, de 16 h à 19 h.
- Enzo Angelo : présent lors des saisons 1 à 3. Il interprétait notamment Pépère, le personnage trash intervenant à chaque sujet de libre-antenne.
- Justin Clamart : standardiste durant la saison 3, il quitte l'émission pour rejoindre le standard de Bruno dans la radio puis deviens réalisateur de l'émission Lovin'Fun.
- Anastasia Lopes : standardiste durant la saison 3, elle quitte l'émission pour se consacrer à ses études. Elle anime Fun radio Nîmes entre 12h et 16h.
- Olivia Thion : standardiste durant la saison 3 (fin janvier à juillet), elle remplaçait Anastasia.
- Cindy : elle était au standard durant la saison 1.
- Maxime Dormeau : il était auteur pour l'émission durant la saison 1
- Béric : il était auteur pour l'émission durant la saison 2.
- Valentin Faivre : il était aux réseaux sociaux de la saison 3 à 5.
- Marie : standardiste durant la saison 5

## Diffusion
En 2015, lors de sa première saison, l'émission succède à Mikl No Limit, Mickaël Espinho étant parti sur NRJ. Entre 2015 et 2018, elle est diffusée de 22 h à minuit. Depuis la saison 4 (2018-2019), l'émission était diffusée en direct de 20 h à 22 h.

## Audiences
| Vague d'audience         | Nombre d'auditeurs (sur le quart d'heure moyen) | Évolution par rapport à la même période de l'année précédente | Sources |
| ------------------------ | ----------------------------------------------- | ------------------------------------------------------------- | ------- |
| Avril à juin 2019        | 68 000 auditeurs                                | 3 000 auditeurs sur un an                                     | [ 4 ]   |
| Janvier à mars 2019      | 91 000 auditeurs                                | 2 000 auditeurs sur un an                                     | [ 5 ]   |
| Novembre à décembre 2018 | 77 000 auditeurs                                | 19 000 auditeurs sur un an                                    | [ 6 ]   |
| Septembre à octobre 2018 | 83 000 auditeurs                                | 18 000 auditeurs sur un an                                    | [ 7 ]   |